# ノースバーゲン (ニュージャージー州)
ノースバーゲン（英: North Bergen Township）は、アメリカ合衆国ニュージャージー州のハドソン郡にあるタウンシップ。人口は6万3361人（2020年）。2020年アメリカ合衆国国勢調査によれば、町の人口の約70パーセントはヒスパニックである。
町は1843年に設立され、その後一連の領域割譲によって陸地面積が大きく減少した。町域の大半はハドソン・パリセイド（断崖）の上にあり、西と東は低地である。このため坂が多い。

## 歴史

### 植民地時代
ヨーロッパ諸国による植民地化の時代、現在のノースバーゲンがある地域はレナペ族インディアンのハッケンサック族の領土だった。このインディアンは丘陵の西側にエスパティングという村を維持していた。そこにはピーチツリー戦争（1655年）の後でオランダ人が交易基地を築いていた。1658年、ニューネーデルラントの総督ピーター・ストイフェサントがインディアンから地域を再度購入した。それは現在のハドソン郡のハッケンサック川より東の町々に広がっていた。1660年、ストイフェサントは現在のバーゲンスクエアを主要な集落とするバーゲンという半自治の植民地設立に許可を与え、これが後のニュージャージー州では最初の認証自治体と考えられている。
当時、ノースバーゲンのある地域は森が深く、インディアンや開拓者が使った道が横切り、バーゲンウッズと呼ばれるようになったが、これが今日の地区としてバーゲンウッドの始まりだった。1664年、アムステルダム砦の降伏後に、ニューネーデルラントの全体がイギリスの所有する所となり、ニュージャージー植民地が設立された。1682年、東ジャージー議会がバーゲン郡を含む最初の4郡を設立し、その領域はハッケンサック川とハドソン川の間の半島全ての土地を含んでいた。すなわち現在のバーゲン郡とハドソン郡となった場所の東側だった。1693年、バーゲン郡が北側のハッケンサックと南側のバーゲン・ネック半島まで伸びるバーゲンの2つのタウンシップに分割された。その境界は現在のハドソン郡とバーゲン郡の郡境である。
まだ開拓地がまばらである間に、バーゲン・ターンパイクに沿ってスリーピジョンズとメイスランド、後のダーラムが町として発展した。フランスの植物学者アンドレ・ミショーが近くでその庭園を造作した。ハドソン川では、ブルズ・フェリーがマンハッタンに渡る重要な渡し船になった。アメリカ独立戦争の間は表向きイギリスの支配下に入っていたが、アメリカ人が徴発、スパイ活動、襲撃のために徘徊していた。その中でも1780年7月のブルズ・フェリーの戦いが知られている。

### 地名、分割と都市化
1838年2月22日、ジャージーシティが新たな自治体として法人化され、1840年にはバーゲン郡の南部よりジャージーシティとバーゲン・タウンシップで構成されるハドソン郡が設立された。1843年4月10日、ニュージャージー州議会の法により、バーゲン・タウンシップの北部が分離してノースバーゲン・タウンシップが法人化された。当時の領域はハッケンサック川の東、現在のジャージーシティハイツの北とそのものを含んでいた。現在ノースハドソンと呼ばれる地域は、19世紀の後半に大量の移民が入り、都市化が進んだ。このために新しい町が次々とつくられた。1849年4月9日にホーボーケン・タウンシップ（現在のホーボーケン市）、1852年4月12日にハドソン町（後にハドソン市の一部）、1855年4月11日にハドソンシティ（後にジャージーシティと合併、1859年3月9日にグッテンバーグ（タウンシップの中で形成され、1878年4月1日に独立した自治体として分離）、1859年3月15日にウィーホーケン、1861年2月28日にユニオン・タウンシップとウェストホーボーケン・タウンシップ、1864年3月29日にユニオンヒル町、1900年3月12日にセコーカスが分離してそれぞれ自治体となった。
この時代に、ハドソン・パリセイドの西側斜面にそってハドソン郡の墓地の多くが開発された。メドウランズの麓ではエリー鉄道、ニューヨーク・サスケハナ・アンド・ウェスタン鉄道、ウェストショア鉄道がハドソン川のターミナルまで通り、ノースバーゲンのバーゲンヒルを通るトンネルを建設した。ドイツからの移民の最盛期にはここが重要な目的地となり、1874年に設立されたシューツェンパークの名にその名残がある。さらにその北、グッテンバーグ・レーストラックは、その閉鎖後に自動車と飛行機という新技術の試験場となったことで、著名も悪評もある目的地になった。

### 20世紀

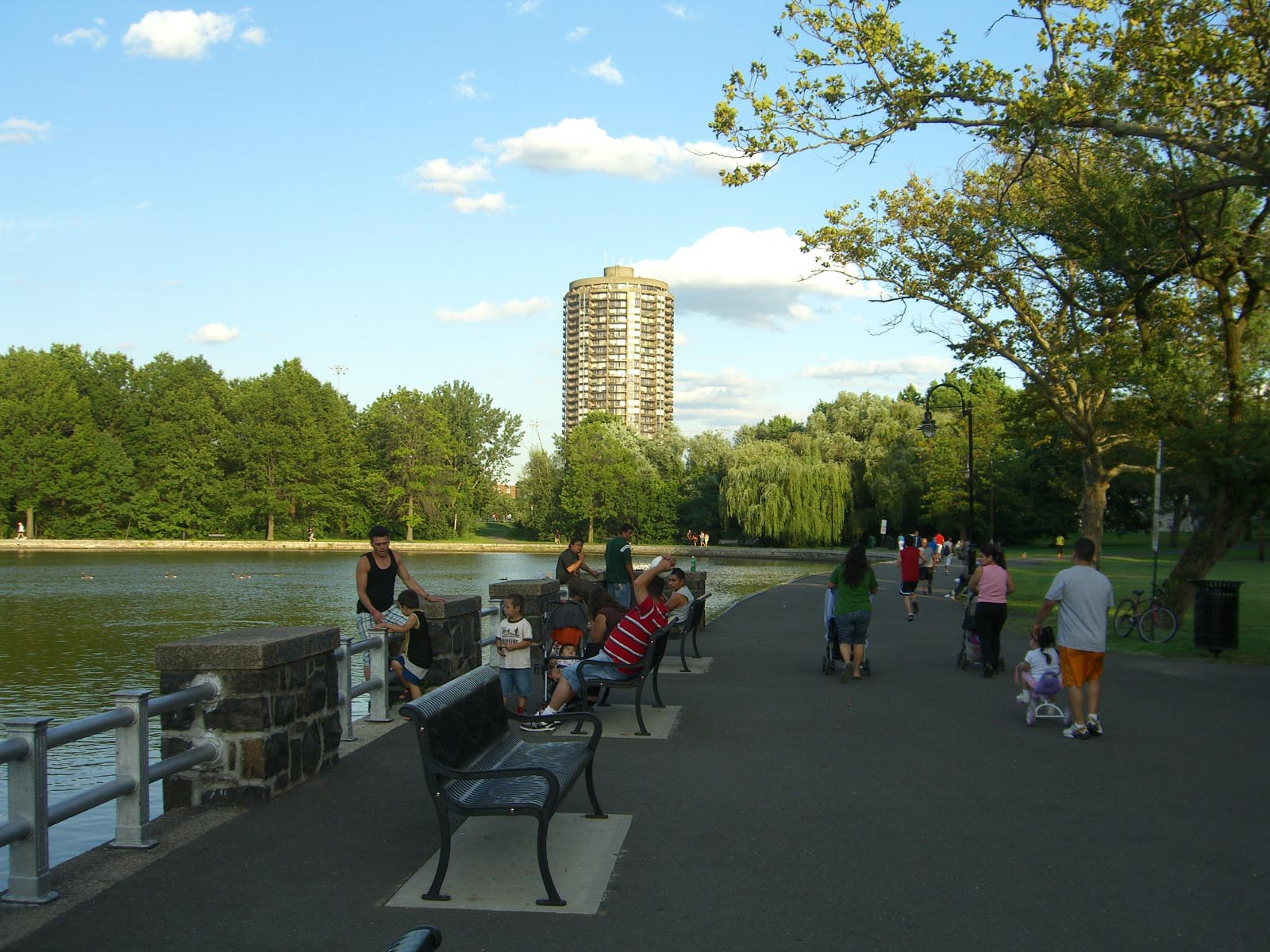
ノースハドソン公園とストーンヘンジ（奥の建物）

「ハドソン郡大通り」の開発は、現在ノースハドソン公園で出会うケネディ大通りとブールバードイーストという2つの部分で知られ、20世紀初期に完成し、1913年には自動車時代に適合していると考えられていた。これら大通りに挟まれた住宅地区が開発された。バーゲンライン・アベニューはナンゲッサーズまでノースハドソン郡鉄道の路面電車が通る広い通りであり、商業と交通の重要な回廊となり、現在も続いている。
1935年、ボクシングの歴史では最も驚くような出来事として、地元の英雄ジェームス・J・ブラドックが世界ヘビー級チャンピオンになった。ブラドックはその死のときまでノースバーゲンの住人であり、タウンシップ内にある郡立公園に彼の名前が付けられている。
リンカーン・トンネルが開通してから間もない1939年8月、サスケハナ乗換駅が開設され、リンカーン・トンネルを通るバスに乗り換えることが可能になった。1949年に住宅地ウッドクリフの真ん中に、高さ760フィート (230 m) のWORテレビ塔が建設されたとき、世界で10番目に高い人工物となった。
1960年代初期、ニューアーク盆地で2件の古生物学上重大な化石の発見があった。それは崖の麓で、元は石切り場だったものの1つであり、そのグラントンという名前が現在の通りの名に使われている。その元の石切り場は、少なくとも1980年まで考古学史跡となっていた。
20世紀後半、ハドソン郡の他の町とは対照的にノースバーゲンは人口が相当に増加した。多くの住民は1960年代にキューバ難民で始まったスペイン語を話す人々の波に乗っていた。

## 地理
アメリカ合衆国国勢調査局に拠れば、領域全面積は5.575 平方マイル (14.438 km2)であり、このうち陸地5.134 平方マイル (13.296 km2)、水域は0.441 平方マイル (1.142 km2)で水域率は7.91%である。
ノースバーゲン・タウンシップは概略"L"字を倒立させた形をしており、その北部は東西に伸びて、バーゲン郡のカールシュタット、クリフサイド・パーク、エッジウォーター、フェアビュー、リッジフィールド各町の南にある。南北に伸びる領域は西のセコーカスと東のグッテンバーグ、ウェストニューヨーク、ユニオンシティの間にあり、南端の1点のみでジャージーシティとも接している。
ノースバーゲン・タウンシップ内にその一部または全部が入っている未編入領域としては、バビット、グラントン、ホームステッド、ハドソンハイツ、ニューダーラム、シャディサイド、タイラーパークがある。
ノースバーゲンは地形的に多様な様相を示している。一部はノース川に沿っており、水面からハドソン・パリセイドが立ち上がり、北部は台地の上にある。西側にあるケスタすなわち斜面によって、サンフランシスコ市に次いでアメリカ合衆国で2番目に丘陵の多い町になっている。その中にはかなり急峻なものもある。この斜面に沿った岩場は（座標は北緯40度48分27秒 西経74度01分05秒 / 北緯40.80750度 西経74.01806度）、異常な蛇紋岩でできており、小さな岩崖である。このために、ノースバーゲンでは数少ない未開発地の1つとなっている。西側にある低高度地はニュージャージー・メドウランズに属している。ノースバーゲンの異常な形と多様な地形は、下記のように多様な歴史あるまた時代の地区を作り上げてきた。

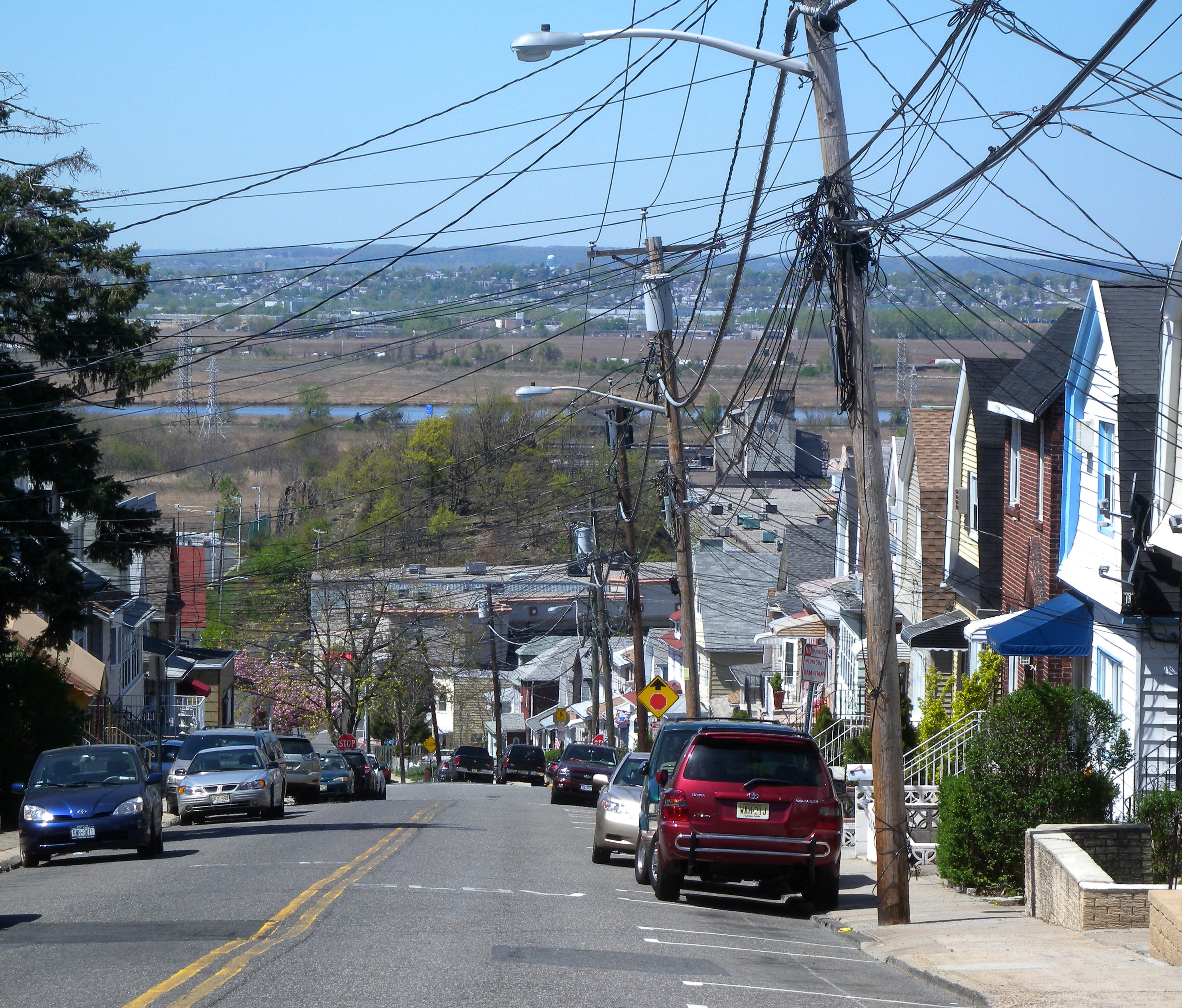
西側斜面からメドウランズを見下ろす

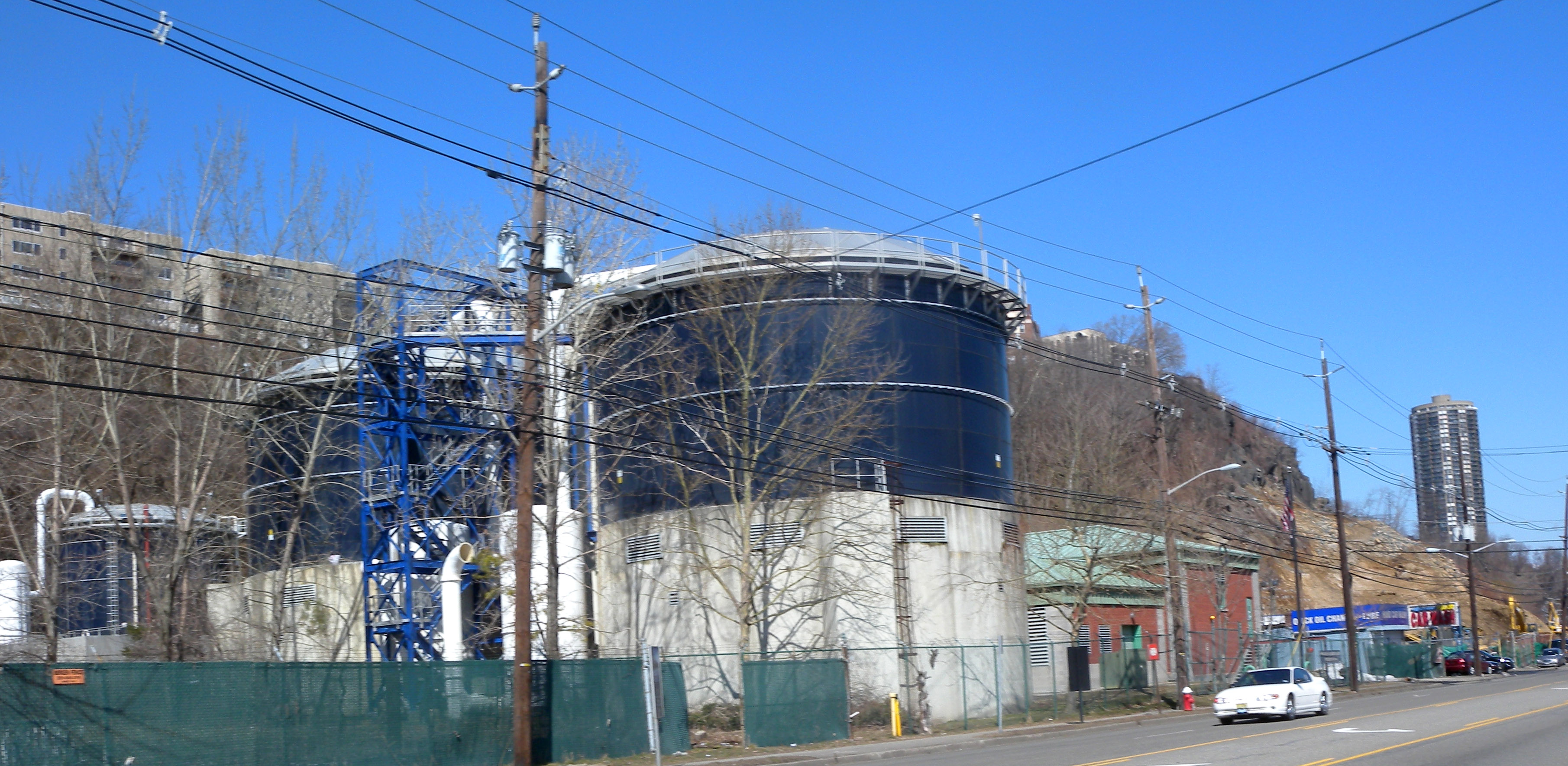
パリセイドの麓にあるウッドクリフ処理場

- バーゲンライン・アベニュー、フェアビューとの境をナンゲッサーズまで通り、ノースハドソン公園に近い。300以上の小売店やレストランが並び、州内最長の商店街と言われる[54]
- レーストラック地区、台地の上で、バーゲンライン・アベニューとケネディ大通りの間
- バーゲンウッド、ハドソン・パリセイド西側の急斜面にある
- ニューダーラム[55]、植民地時代のスリーピジョンズがあった場所、バーゲン・ターンパイクやトンネル・アベニューに近い
- メドウビュー、タウンシップ政府建物の背後、多くの墓地の間にある
- ブルズ・フェリー、ハドソン川沿い、ロックハーバーにある[56]。パリセイズ医療センターとハドソン川ウォーターフロント歩道がある
- バビット、メドウランズ地区にあり、その一部はイースタン・ブラキッシュ湿地と呼ばれる保護湿地である
- ウッドクリフ、パリセイズの上、ノースハドソン公園の周辺
- 乗換駅、ユニオンシティとジャージーシティの1点のみの境界に近く、パターソン板道、ケネディ大通り、セコーカスのセコーカス道路にも近い[57]

町内には7つの墓地があり、郡内のどの町よりも多い。ウィーホーケン墓地やホーボーケン墓地は一時期他の町に指定されていた。これは19世紀から20世紀初期の郡内配置によっていた。ノースバーゲンは周辺の人口密度が高い町よりも土地が広く、他の町は町外に遺体を埋める必要に迫られたものだった。このことは南北戦争の時代まで遡る可能性もある。これら墓地の中で、フラワーヒル墓地とグローブ教会墓地がこれに該当する。

## 人口動態

### 2010年国勢調査
以下は2010年国勢調査による人口統計データである。
| 基礎データ - 人口: 60,773 人 - 世帯数: 22,062 世帯 - 家族数: 14,539 家族 - 人口密度 : 4,570.7人/km2 - 住居数: 23,912 軒 - 住居密度: 1,798.4軒/km2 人種別人口構成 - 白人: 66.98% - アフリカン・アメリカン: 4.04% - ネイティブ・アメリカン: 0.88% - アジア人: 6.55% - 太平洋諸島系: 0.08% - その他の人種: 16.63% - 混血: 4.84% - ヒスパニック・ラテン系: 68.40% | 年齢別人口構成 - 18歳未満: 21.5% - 18-24歳: 9.5% - 25-44歳: 30.3% - 45-64歳: 25.2% - 65歳以上: 13.5% - 年齢の中央値: 37歳 - 性比（女性100人あたり男性の人口） - 総人口: 94.4 - 18歳以上: 91.3 世帯と家族（対世帯数） - 18歳未満の子供がいる: 30.3% - 結婚・同居している夫婦: 42.7% - 未婚・離婚・死別女性が世帯主: 16.2% - 非家族世帯: 34.1% - 単身世帯: 28.4% - 65歳以上の老人1人暮らし: 10.8% - 平均構成人数 - 世帯: 2.73人 - 家族: 3.35人 |

### 2000年国勢調査
以下は2000年国勢調査による人口統計データである。
| 基礎データ - 人口: 58,092 人 - 世帯数: 21,236 世帯 - 家族数: 14,249 家族 - 人口密度: 4,313.4人/km2（11,179.6 人/mi2） - 住居数: 22,009 軒 - 住居密度: 1,634.2軒/km2（4,235.5 軒/mi2） 人種別人口構成 - 白人: 67.36% - アフリカン・アメリカン: 2.72% - ネイティブ・アメリカン: 0.40% - アジア人: 6.47% - 太平洋諸島系: 0.05% - その他の人種: 15.53% - 混血: 7.47% - ヒスパニック・ラテン系: 57.25% | 年齢別人口構成 - 18歳未満: 22.7% - 18-24歳: 9.0% - 25-44歳: 33.1% - 45-64歳: 21.4% - 65歳以上: 13.8% - 年齢の中央値: 36歳 - 性比（女性100人あたり男性の人口） - 総人口: 91.5 - 18歳以上: 87.7 世帯と家族（対世帯数） - 18歳未満の子供がいる: 32.0% - 結婚・同居している夫婦: 47.4% - 未婚・離婚・死別女性が世帯主: 14.2% - 非家族世帯: 32.9% - 単身世帯: 27.7% - 65歳以上の老人1人暮らし: 11.2% - 平均構成人数 - 世帯: 2.70人 - 家族: 3.33人 | 収入と家計 - 収入の中央値 - 性別 - 男性: 35,626米ドル - 女性: 29,067米ドル - 人口1人あたり収入: 20,058米ドル - 貧困線以下 - 対人口: 11.1% - 対家族数: 9.6% - 18歳未満: 14.0% - 65歳以上: 14.5% |

## 経済
ノースバーゲンにはバーゲンライン・アベニュー、トンネル・アベニューおよび乗換駅近くに小売業の地区がある。州が設立した都市産業ゾーンであり、ニュージャージー全体で都市の事業を支援するよう考えられたプログラムを実行している。ゾーン内の企業には様々な優先事項があり、資格ある店で消費者は消費税を州平均の7%ではなく3.5%に減らして払うことができる。衣類は免税であり、商人がその事業を運営するために購入するものも免税である。減税による利益はゾーンの中で具体的経済開発と物理的改良計画のために使われるべく特別基金に蓄えられる。このゾーンは、創設法案を提出した者の1人、サッコ上院議員の努力を通じて、1995年2月に設立された。
サプリメント小売チェーンのバイタミン・ショップがノースバーゲンに本社を置いている。ハドソン・ニューズとリズ・クレイボーンが大規模雇用主である。ニューヨーク・サスケハナ・アンド・ウェスタン鉄道がタウンシップ内でインターモーダル貨物輸送施設5か所を運営している。

## 政府

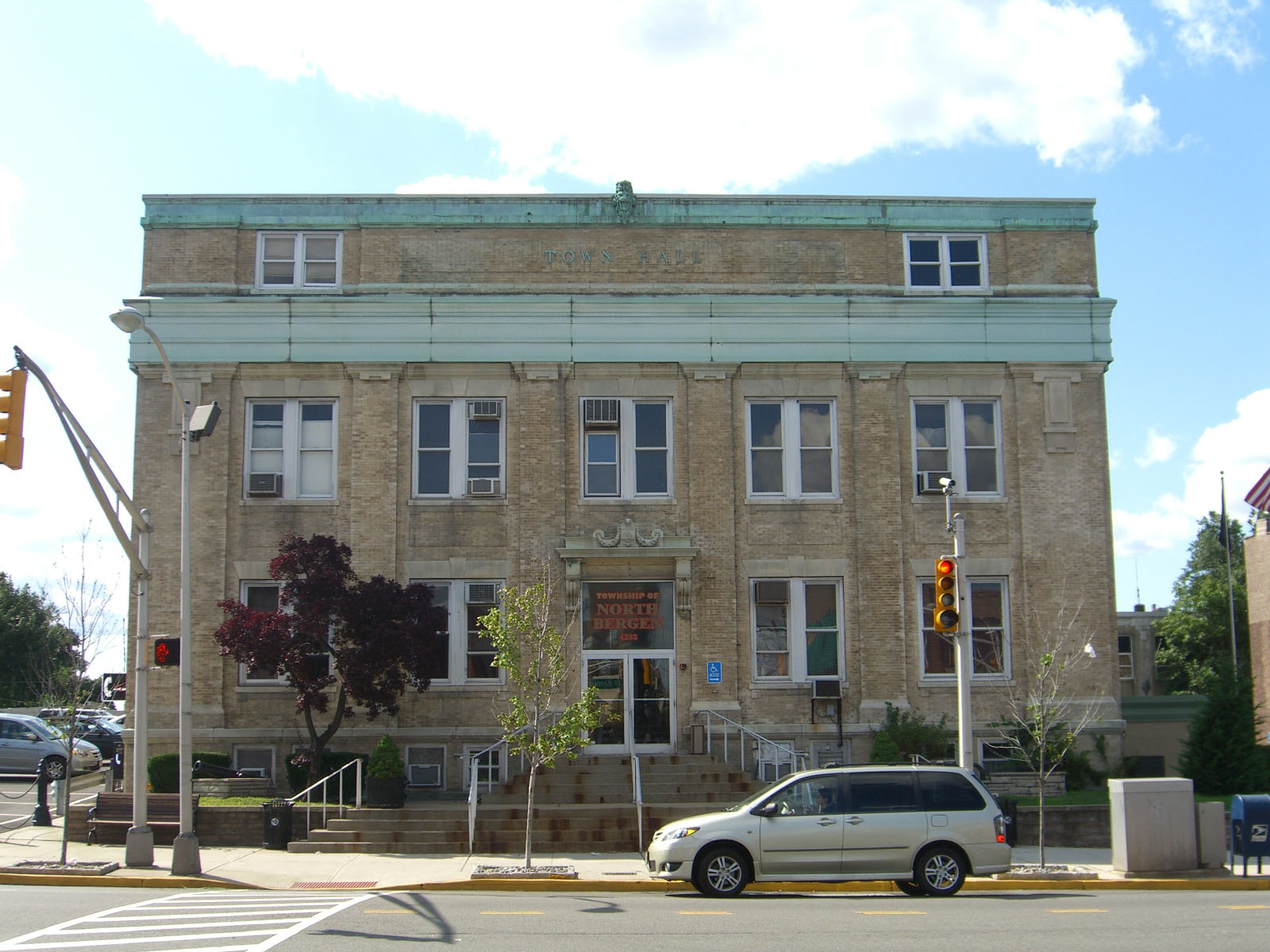
ノースバーゲン町役場

### タウンシップ政府
ノースバーゲン・タウンシップは1931年からニュージャージー州自治体政府のウォルシュ法形態を採っている。政府はタウンシップ全体を選挙区に無党派選挙で選ばれる5人の委員で構成される立法委員会であり、委員の任期は4年間である。各選挙後に委員の1人をタウンシップ長に選出し、委員は5つの小委員会の1つの長になる。

### 汚職
地元政治の指導者ジョセフ・モッコは1971年から1979年までタウンシップ事務官を務めた後、1986年8月7日に、ノースバーゲンや他に近隣の場所で建設材料を違法に投棄した廉で逮捕された。モッコは有罪となり、1995年7月に刑期を勤め始めた。モッコは1999年に釈放された。その釈放の条件としてニュージャージー州釈放委員会は地方選挙のために運動したり参加したりすることを禁じることとした。
2004年2月、元公園とレクリエーション委員会の委員を務めたピーター・ペレスが、タウンシップと幾つか事業契約を持った業者からリベートと賄賂を受け取っていた容疑で、連邦刑務所で6か月間服役するという刑の宣告を受けた。ペレスは当局との協力という条件で減刑を受けた。
2008年3月27日、ノースバーゲンの運動ディレクターのジェリー・メイエッタとガイダンス・カウンセラーのラルフ・マリノが、バーゲン郡襲撃で検挙された45人の中に入っていた。バーゲン郡検察官は、この2人が薬物取扱者と配布者の広範なネットワークの中で低いレベルの活動家だったと説明した。その他の罪状は女性の財布と人間の臓器を盗んだことが挙げられていた。
2012年9月11日、ノースバーゲンの公共事業部監督官ジェイムズ・ウィリーが、職権乱用第2級謀議で有罪を申告した。ウィリーは政治的な運動に公的資源を利用したことで有罪となった。
2013年、州の会計監査官事務所が発行した報告書によって、ノースバーゲンのある弁護士が年間18,800ドルの利益を出したが、タウンシップの役人は彼が何をしたのか分かっておらず、彼が働いていたのかすら知らなかったことを明らかにした。彼は1988年から1990年位雇用されたことを報告していた。2006年まで活発に働き、この年にタウンシップの役人と仲違いし、法律に関する仕事を止められた。仕事を宛がわれなかったにも拘わらず、その弁護士はニック・サッコの政治的同盟者に政治的貢献を行うよう定期的に求められたと調査者に告げた。2012年のこの任務での貢献度は6,600ドルに達していた。

### 連邦、州、郡への代表
ノースバーゲン・タウンシップは、アメリカ合衆国下院議員の選挙で、ニュージャージー州第8選挙区に属している。2010年国勢調査以前は、第9選挙区と第13選挙区に入っていたが、2012年11月の一般選挙の結果に基づき、ニュージャージー州地区見直し委員会が行った修正が2013年1月に有効となった。州議会下院では第32選挙区に入っている。

### 政治
2011年3月23日時点で、登録有権者総数は30,595 人であり、そのうち18,816 人、61.5%が民主党に、2,462 人、8.0%が共和党に、9,301 人、30.4%が無党派に登録されている。その他の政党は16人である。
2012年アメリカ合衆国大統領選挙では、民主党のバラク・オバマは15,600票、78.1%、共和党のミット・ロムニーが4,209票、21.1%、その他の候補者が164票、0.8%という結果だった。登録有権者32,627 人のうち、20,134 人、61.7%が投票し、161票が無効だった。
2008年アメリカ合衆国大統領選挙では、民主党のバラク・オバマは14,791票、69.6%、共和党のジョン・マケインが6,100票、28.7%、その他の候補者が169票、0.8%という結果だった。登録有権者34,402 人のうち、21,254 人、61.8%が投票した。2004年アメリカ合衆国大統領選挙では、民主党のジョン・ケリーが12,783票、65.4%、共和党のジョージ・W・ブッシュが6,541票、33.5%、その他の候補者が118票、0.4%だった。登録有権者30,540 人のうち、19,540 人、64.0%が投票した。
2013年ニュージャージー州知事選挙では、民主党のバーバラ・ブオノが6,802票、60.5%、共和党のクリス・クリスティが4,296票、38.2%、その他の候補者が147票、1.3%だった。登録有権者33,134 人のうち、11,704 人、35.3%が投票した。459票が無効票だった。
2009年ニュージャージー州知事選挙では、民主党のジョン・コーザインが9,680票、73.9%、共和党のクリス・クリスティが2,922票、22.3%、独立系のクリス・ダゲットが200票、1.5%、その他の候補者が151票、1.2%だった。登録有権者28,555 人のうち、13,106 人、45.9%が投票した。

### 公衆安全
ノースバーゲン警察署は1923年に設立され、1907年から夜のパトロールを始めていた「夜回り隊」と呼ばれた部隊に置き換わった。
ノースバーゲンの消防署は1999年に近隣のグッテンバーグ、ユニオンシティ、ウェストニューヨーク、ウィーホーケンの消防署と合併し、ノースハドソン地域消防・救助隊を結成した。
ノースハドソン地域消防・救助隊とノースバーゲン救急医療隊は、2009年1月のUSエアウェイズ1549便不時着水事故に対応した。他にも多くのハドソン郡の機関が対応した。パリセイズ医療センターは生存者57人の傷の手当てを行った。

## 教育

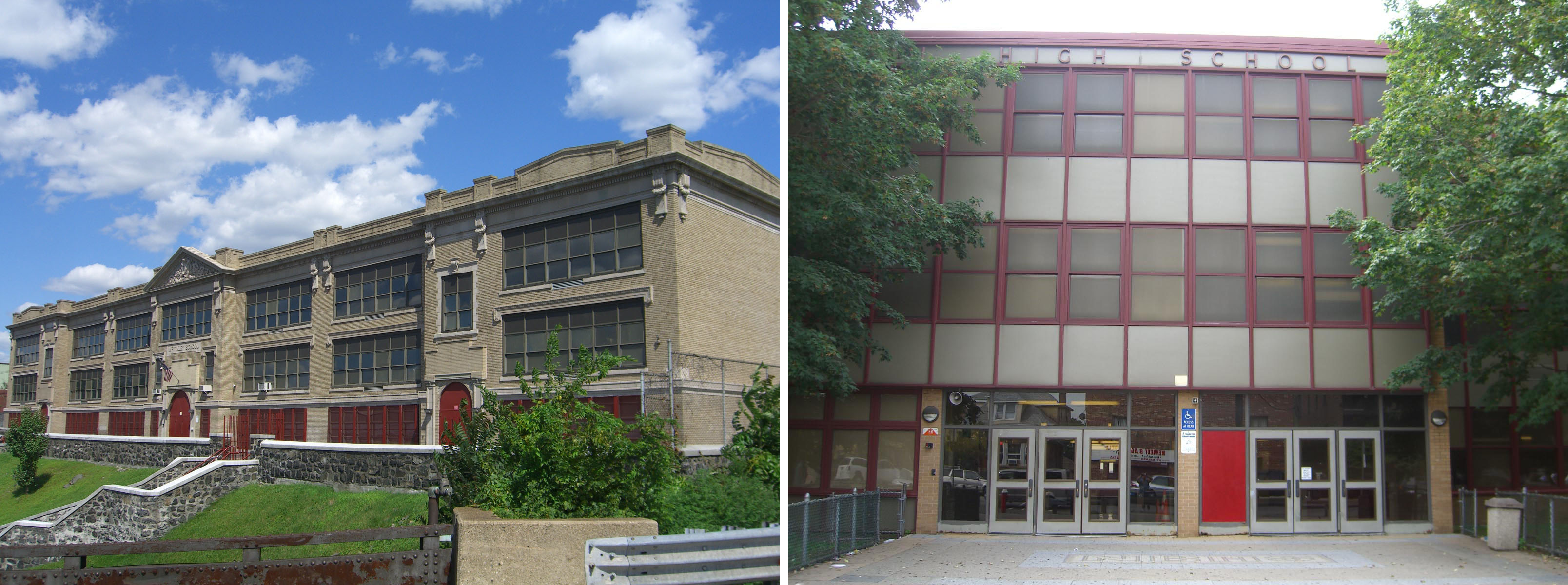
マッキンリー学校（左）、ノースバーゲン高校

ノースバーゲン・タウンシップ教育学区が幼稚園前から12年生の教育を管轄している。2011年から2012年の教育年度では、7の学校に8,114 人の児童生徒が学び、教師は常勤換算で564.9 人、生徒・教師比率は14.36対1だった。学区内の学校は以下の通りである。生徒数は教育統計全国センターによる。
- フランクリン学校[103]、1年生から8年生、児童生徒数619人
- ロバート・フルトン学校[104]、幼稚園から8年生、児童生徒数1,216人
- ジョン・F・ケネディ学校[105]、1年生から8年生、児童生徒数528人
- リンカーン学校[106]、幼稚園前から8年生、児童生徒数1,586人
- ホレイス・マン学校[107]、1年生から8年生、児童生徒数1,098人
- マッキンリー学校[108]、1年生から8年生、児童生徒数449人
- ノースバーゲン高校[109]、9年生から12年生、生徒数2,618人[110][111]

グッテンバーグの生徒は、グッテンバーグ公共教育学区との互恵関係協定により、ノースバーゲン・タウンシップ教育学区の高校に通っている。
ノースバーゲンには郡立のマグネットスクールであるハイテク高校があり、9年生から12年生600人以上を受け入れ、郡全体の工業教育を受け持つハドソン工業教育学区の一部として運営されている。
ステップ・アヘッド・プレスクールは、私立、幼稚園前と幼稚園の学校であり、1993年に設立された。

## 交通

### 道路と高規格道
2010年5月時点で、ノースバーゲン・タウンシップ内には総延長64.74マイル (104.19 km) の道路がある。そのうち50.00マイル (80.47 km) が市の保守に、7.85マイル (12.63 km) がハドソン郡、5.49マイル (8.84 km) がニュージャージー州交通省、1.40マイル (2.25 km) はニュージャージー・ターンパイク管理局の管轄である。
ニュージャージー州道495号線は、リンカーン・トンネルからニュージャージー・ターンパイクを繋いでおり、州道3号線とアメリカ国道1号線/9号線合流線とのインターチェンジがある。国道1号線はタウンシップの西端を南北に走っている。

### 公共交通機関

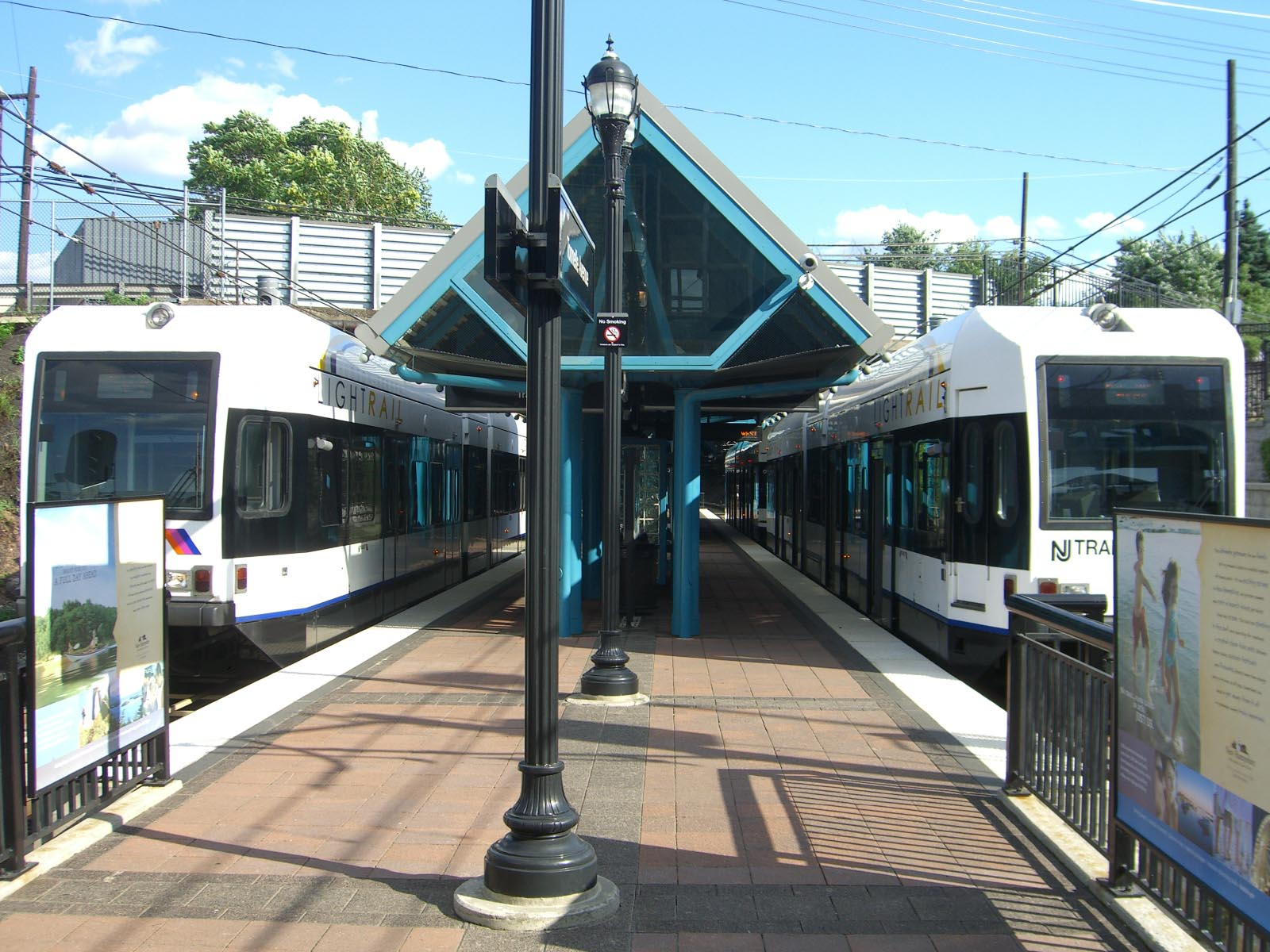
トンネル・アベニューのライトレール駅

ノースバーゲン・タウンシップの公共交通はバスとライトレールがある。
ハドソン・バーゲン・ライトレールは、トンネル・アベニュー駅とバーゲンライン駅から利用でき、ウィホーケン、ホーボーケン、ジャージーシティ、ベイヨンの各所に行くことができる。
ニュージャージー・トランジットのバス便は繁華な南北方向回廊である郡道501号線、バーゲンライン・アベニュー、ブールバード・イーストを運行しており、民間会社のミニバスもハドソン郡内、またバーゲン郡やニューヨーク市のマンハッタンに向けて運行されている。ナンゲッサーズが主要な目的地であり乗り換え点である。マンハッタンのミッドタウンにあるポート・オーソリティ・バスターミナルに向かうバス便は、121、125、127、128、154、156、158、159、165、166、168、320各系統がある。181系統と188系統はアッパー・マンハッタンのジョージ・ワシントン橋バスターミナルに向かう。22、23、83、84、85、86、88、89各系統はジャージーシティのジャーナル・スクエアまたはホーボーケン・ターミナル行きである。751系統はエッジウォーターとハッケンサックに向かう。

## メディアと文化
ノースバーゲン・タウンシップはニューヨーク・メディア市場に位置し、日刊紙の大半が販売あるいは配達される。「ジャージー・ジャーナル」はジャージーシティを本拠にする地元日刊紙である。週刊紙には無料の2言語紙「ハドソン・ディスパッチ・ウィークリー」（元の日刊紙「ハドソン・ディスパッチ」から名付けられた）、「ノースバーゲン・リポーター」（地元週刊紙の「ハドソン・リポーター」の一部）、スペイン語紙の「エル・エスペシアリート」がある。「リバービュー・オブザーバー」は月刊紙であり、ハドソン・ウォーターフロントの市場をカバーしている。オンラインの"HudsonCountyView.com"や"HudsonCountyTV.com"は、2011年からノースバーゲンの出来事をカバーしている。
2000年代後半、ノースバーゲン、ウィーホーケン、ユニオンシティ、ウェストニューヨークが集合的に「ノーフー」（NoHu)と呼ばれるようになり、ノースハドソンは芸能や芸術の中心となり、その人々の多くがラテンアメリカやその他の国からの移民だった。この地域は近くのホーボーケンやジャージーシティ、さらにマンハッタンといった芸術家の町と比べて住宅費が安かったこともこれに貢献していた。

## 著名な出身者
ノースバーゲン・タウンシップで生まれ、居住し、あるいは密接な関わりがあった著名人は以下のとおりである。
- ココ・オースティン（1979年 - ）、女優、ダンサー、モデル、夫はラッパーのアイス-T[125]
- ジョン・オーウェン・ブレナン（1955年 - ）、バラク・オバマ大統領の国土安全保障・テロ対策担当補佐官、中央情報局長官[126]
- ジェームズ・L・ブルックス（1955年 - ）、テレビと映画の監督[127]
- エド・カーティア（1914年–2008年）、パルプ・マガジンのイラストレーター[128]
- アイス-T（1958年 - ）、ラッパー、俳優[125][129]
- エイプリル・ジャネット（1987年 - ）、プロレスラー、WWE、リングネームはAJ・リー[130]
- エバン・ロドリゲス（1988年 - ）、NFLアメリカンフットボール選手、タンパベイ・バッカニアーズ.[131]

## 大衆文化の中で
- サリー・カークランドが主演し、元グッテンバーグ町長のピーター・ラビラが監督した低予算映画『オークヒル』は、3人の元エンタテイナーが抑鬱と依存のためにホームレスのシェルターに逃げ込むことを描いており、ユニオンシティのパリセイズ緊急住宅会社のホームレス・シェルターとノースバーゲンのシナゴーグで撮影された。2008年、サンダンス映画祭、トライベッカ映画祭、ホーボーケン映画祭に出品された[132]
- 2005年の映画『シンデレラマン』は、俳優ラッセル・クロウが実在のボクサージェームス・J・ブラドックを演じたものであり、世界恐慌時代のノースバーゲンを舞台にした。市立公園にブラドックという名前が付けられている[133]
- NBCテレビのドラマ『LAW & ORDER:性犯罪特捜班』では、ノースバーゲンが制作基地であり、警察署や裁判所のシーンはウェストサイド・アベニューにあるNBCのセントラル・アーカイブ・ビルのステージで撮影された[134]
- フード・ネットワークのリアルティ番組『Meat Men』は、ノースバーゲンを本拠にする家族経営の食肉業者、パット・ラフリーダ・ミート・パーベイアーズに関する話である[135][136]